# Salea horsfieldii
Salea horsfieldii är en ödleart som beskrevs av  Gray 1845. Salea horsfieldii ingår i släktet Salea och familjen agamer. IUCN kategoriserar arten globalt som livskraftig. Inga underarter finns listade i Catalogue of Life.
Arten förekommer i bergstrakter i södra Indien. Den vistas mellan 1600 och 2500 meter över havet. Ödlan lever i fuktiga skogar och dessutom besöks trädgårdar och andra landskap nära skogar.